# Suffolk, Virginia
Suffolk är en stad (independent city) och countyfritt område i den amerikanska delstaten Virginia med en yta av 1 111,3 km² och en folkmängd som enligt United States Census Bureau uppgår till 84 585 invånare (2010). Orten grundades år 1742 av engelska kolonisatörer.

## Kända personer från Suffolk
- Charlie Byrd, jazzgitarrist
- Lewis F. Powell, jurist
- James Avery, Skådespelare